# Giovanni Anversa
Giovanni Anversa (Viadana, 25 ottobre 1958) è un giornalista, conduttore televisivo e autore televisivo italiano.

## Biografia
Laureato nel 1984 in Sociologia a Trento, nel capoluogo trentino inizia nel 1981 la sua collaborazione con la redazione RAI come autore e conduttore di programmi radiofonici.
In seguito lavora a Milano dove, dopo alcune esperienze di organizzazione teatrale, esordisce come inviato in esterna di alcune trasmissioni mattutine di Rai 1. Nel 1990 diventa giornalista professionista.
Trasferitosi a Roma inizia a condurre su Rai 2 Il coraggio di vivere. Inizia così ad occuparsi di "TV sociale" sia come autore che come conduttore di programmi come Ho bisogno di te, Sotto la tenda, La cronaca in diretta e Diversi tutti su Rai 2. Nel 1995 la Presidenza del Consiglio lo premia per il programma Ho bisogno di te con il riconoscimento nazionale della solidarietà; nel giugno 1996 la stessa trasmissione riceve il Premio E.I.P. - Ilaria Alpi per l'etica nell'informazione per inviati speciali.
Dal 1998 è prima autore e poi conduttore di Racconti di vita, trasmissione che andrà in onda per diversi anni al sabato mattina. Nel 2000 la trasmissione viene insignita del Premio Flaiano come miglior programma.
Nell'estate 2011 tutte le mattine su Rai 3 conduce la trasmissione Cominciamo bene con Arianna Ciampoli.
Dal novembre 2011 conduce su Rai 3 il programma Paesereale in onda ogni sabato mattina alle 9.10.
Dal 2014 è capostruttura di Rai 3.
Dal 2020 è vicedirettore di Rai 1.
Il 17 dicembre 2023 conduce in seconda serata su Rai 1 uno speciale per Telethon.